# Bagàta Usxélina
Bagàta Usxélina (en (ucraïnès): Багата Ущелина) és un poble de la República Autònoma de Crimea a Ucraïna, que el 2014 tenia 104 habitants. Pertany al districte de Bakhtxissarai. Fins al 1945 la vila es deia Kokluz.

## Població
Segons les dades del 2001 la composició de la població de la vila de Bogàtoie Usxélie d'acord amb la llengua que empren és la següent:
| Llengua  | %     |
| -------- | ----- |
| Tàtar    | 50    |
| Rus      | 43,98 |
| Ucraïnès | 4,82  |